# حاتمة

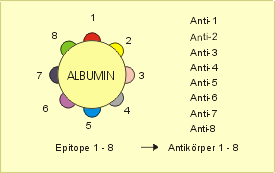

الحاتمة (الجمع: حواتم) (بالإنجليزية: epitope) وتعرف أيضًا بالمُحدد المستضدي أو المُقرر المستضدي (Antigenic determinant) هي الجزء السطحي لمُسْتَضِدّ (بالإنجليزية: Antigen)‏ الذي يتم التعرف عليه من قبل النظام المناعي عن طريق الأجسام المضادة والخلايا البائية أو الخلايا التائية. جمعها حَواتم. يطلق على جزء من الجسم المضاد الذي يتعرف على الحاتمة المستوقع (paratope) أو التكوين الفوقي الشبيه
.
على الرغم من أن الحاتمة بنظر إليها على أنها مشتقة من بروتين غريب، التسلسلات التي تشتق من المضيف ويتم التعرف عليها تعتبر أيضاً من الحواتم. يتم تقسيم الحواتم من مولدات المضادات البروتين إلى فئتين، الحواتم الهيئية أو التكوينات الفوقية التشكيلية أو التركيب الفوقي الشكلي (بالإنجليزية: conformational epitopes)‏ والحواتم الخطية أو التكوينات الفوقية التتابعية أو التركيب الفوقي التتابعي (بالإنجليزية: linear epitopes)‏، وبناء على بنيتها والتفاعل مع مستوقع.

## أسماء
يُسمى أيضًا المحددة المستضدية أو محدد المستضد أو المحددات الأنتيجينية أو الإبتوب أو المستضد المعين أو المعين المستضدي أو التكوينات الفوقية أو التراكيب الفوقية أو محددات عمل الأنتجن (بالإنجليزية: Epitope أو Antigenic Determinant)‏